# Uvolnenije na bereg
Uvolnenije na bereg (russisk:  Увольнение на берег) er en sovjetisk spillefilm fra 1962 af Feliks Mironer.

## Medvirkende
- Ariadna Sjengelaja som Zjenja
- Lev Prygunov som Nikolaj Valezjnikov
- Vasilij Makarov som Vasilij Kuzmitj
- Svetlana Konovalova som Zinaida Prokofjevna
- Vladimir Vysotskij som Pjotr